# Sajazarra
Sajazarra – gmina w Hiszpanii, w prowincji La Rioja, w La Rioja, o powierzchni 13,84 km². W 2011 roku gmina liczyła 133 mieszkańców.